# Dawkinsia exclamatio
Dawkinsia exclamatio е вид лъчеперка от семейство Шаранови (Cyprinidae). Видът е застрашен от изчезване.